# Boston Marathon 1934
De Boston Marathon 1934 werd gelopen op donderdag 19 april 1934. Het was de 38e editie van de Boston Marathon. Aan deze wedstrijd mochten geen vrouwen deelnemen. De Fin Dave Komonen kwam als eerste over de streep in 2:32.53,8.
Het parcours is te kort gebleken. Het had namelijk niet de lengte van 42,195 km, maar 41,1 km.

## Uitslag
| rang   | naam            | land | tijd      |
| ------ | --------------- | ---- | --------- |
| Goud   | Dave Komonen    | FIN  | 2:32.53,8 |
| Zilver | John A. Kelley  | USA  | 2:36.50,4 |
| Brons  | William Steiner | USA  | 2:40.29,2 |
| 4      | Alex Burnside   | CAN  | 2:44.32   |
| 5      | Karl Koski      | USA  | 2:44.52   |
| 6      | Gordon Norman   | USA  | 2:45.00   |
| 7      | William McMahon | USA  | 2:45.18,4 |
| 8      | Percy Wyer      | CAN  | 2:46.06,2 |
| 9      | Dave Fagerlund  | USA  | 2:48.08,4 |
| 10     | Bill Molloy     | USA  | 2:48.56   |

1897 ·
1898 ·
1899 ·
1900 ·
1901 ·
1902 ·
1903 ·
1904 ·
1905 ·
1906 ·
1907 ·
1908 ·
1909 ·
1910 ·
1911 ·
1912 ·
1913 ·
1914 ·
1915 ·
1916 ·
1917 ·
1918 ·
1919 ·
1920 ·
1921 ·
1922 ·
1923 ·
1924 ·
1925 ·
1926 ·
1927 ·
1928 ·
1929 ·
1930 ·
1931 ·
1932 ·
1933 ·
1934 ·
1935 ·
1936 ·
1937 ·
1938 ·
1939 ·
1940 ·
1941 ·
1942 ·
1943 ·
1944 ·
1945 ·
1946 ·
1947 ·
1948 ·
1949 ·
1950 ·
1951 ·
1952 ·
1953 ·
1954 ·
1955 ·
1956 ·
1957 ·
1958 ·
1959 ·
1960 ·
1961 ·
1962 ·
1963 ·
1964 ·
1965 ·
1966 ·
1967 ·
1968 ·
1969 ·
1970 ·
1971 ·
1972 ·
1973 ·
1974 ·
1975 ·
1976 ·
1977 ·
1978 ·
1979 ·
1980 ·
1981 ·
1982 ·
1983 ·
1984 ·
1985 ·
1986 ·
1987 ·
1988 ·
1989 ·
1990 ·
1991 ·
1992 ·
1993 ·
1994 ·
1995 ·
1996 ·
1997 ·
1998 ·
1999 ·
2000 ·
2001 ·
2002 ·
2003 ·
2004 ·
2005 ·
2006 ·
2007 ·
2008 ·
2009 ·
2010 ·
2011 ·
2012 ·
2013 ·
2014 ·
2015 ·
2016 ·
2017 ·
2018 ·
2019 ·
2020 ·
2021 ·
2022